# Папірус 1
Папірус 1 (в нумерації за Грегорі- Аландом, позначений «𝔓1» та «ε 01 (фон Соден)») — папірусний рукопис Євангелія від Матвія, який палеографічно датується початком III століття. Рання копія Нового Завіту, яка написана давньогрецькою мовою і знаходиться в музеї Пенсільванського університету (E 2746).  Був виявлений в Оксірінху, Єгипет.

## Опис

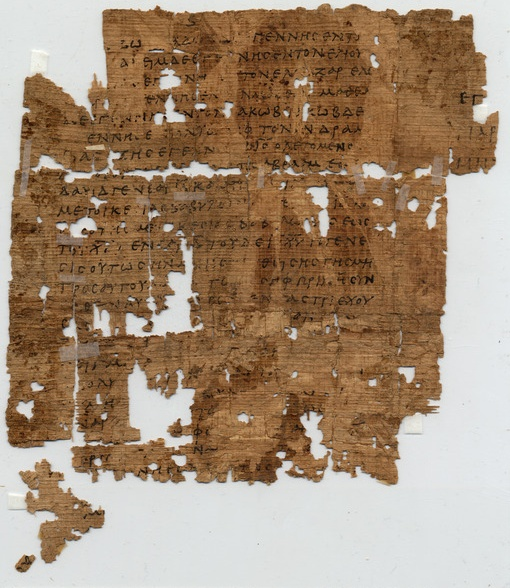
Версо

Рукопис є фрагментом одного аркуша в один стовпець на сторінці з 27–29 рядками. Розміри приблизно 14,7 см (6 дюйм) до 15 см (6 дюйм). Оригінальний кодекс був упорядкований у двох аркушах.
Відображений текст Матвія — вірші 1:1–9,12 і 13,14–20. Слова пишуться безперервно без поділу. Акценти та придихи відсутні, за винятком двох придихів, які є плавним придихом на п'яту літеру (ωβηδ ἐκ) у рядку 14 звороту та грубим придихом від четвертої до останньої букви (ἡ συν) у рядку 14 прямого письма. А nomina sacra пишуться в скорочених формах: « ΙϹ », « XC », « YC », « ΠΝΑ », « KΣ ». 

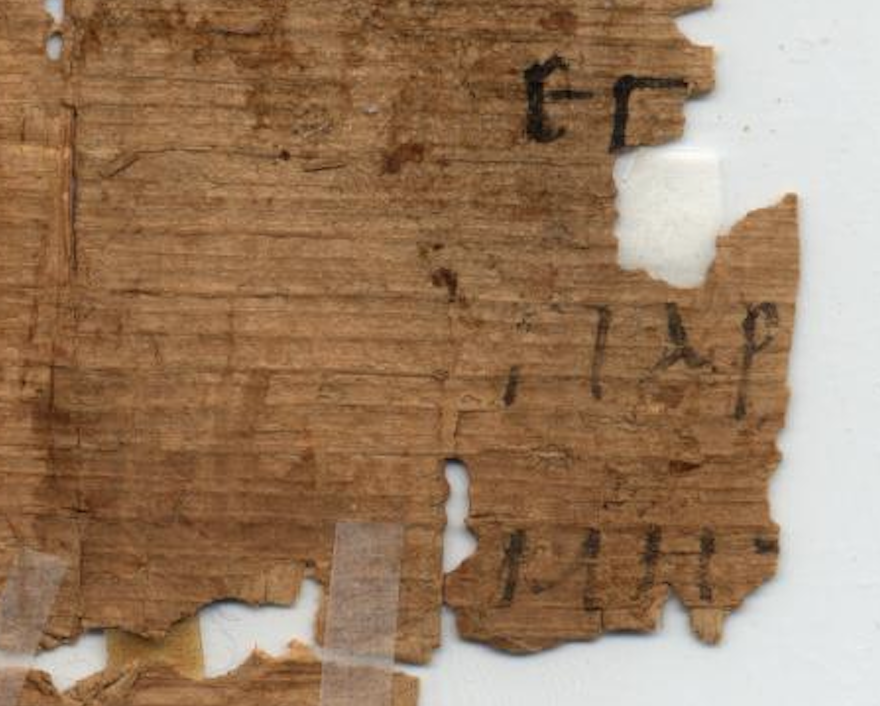
Фрагмент форзаца

## Текст
Грецький текст цього кодексу є прикладом александрійського типу. Курт Аланд відніс його до категорії I рукописів Нового Заповіту.
На думку вчених, 𝔓1 має тісний зв'язок з Ватиканським Кодексом (Codex Vaticanus). Рукопис підтримує його у 1:3 ζαρε (проти ζαρα). Десять варіантів є в написанні імен у генеалогії Ісуса Христа. Герман К. Хоскієр, який знаходить 17–20 варіантів слів, заперечує близьку згоду з Ватиканським Кодексом.

## Історія
Бернард Пайн Гренфелл і Артур Суррідж Хант виявили цей папірус в Оксірінху в Єгипті на третій чи четвертий день розкопок, 13 або 14 січня 1897 року. Їхні висновки були опубліковані в першому томі «Папірусів Оксіринха» у 1898 році. Рукопис досліджували Френсіс Кроуфорд Беркітт, Герман К. Хоскієр, Комфорт та багато інших учених.
Гренфелл і Хант зіставили його текст з Textus Receptus і з текстом Весткотта-Хорта. Вони виявили, що рукопис належить до того ж класу, що Синайський та Ватиканський кодекси, і не має західних чи візантійських нахилів. Зазвичай він узгоджується з цими двома кодексами, де вони співпадають. Там, де вони відрізняються, рукопис знаходиться близько до Ватиканського, за винятком одного важливого випадку (του δε Ιησου Χριστου), де він узгоджується з Синайським.
Цей папірус був найранішим відомим рукописом Нового Завіту до відкриття папірусу 45.

## Дивіться також
- Список папірусів Нового Завіту
- Папіруси Оксиринха

## Подальше читання
- B. P., Grenfell; Hunt, A. S. (1898). Oxyrhynchus Papyri I. London. с. 4—7.
- Gregory, Caspar René (1908). Die griechischen Handschriften des Neuen Testament. Leipzig: J.C. Hinrichs’sche Buchhandlung. с. 45.
- Karl Wessely, Les plus anciens monuments du Christianisme, Patrologia Orientalis IV, 2, 1907, pp. 142–144.
- Ellwood M. Schofield, The Papyrus Fragments of the Greek New Testament, Diss. Louisville 1936, pp. 86–91.
- Comfort, Philip W.; David P. Barrett (2001). The Text of the Earliest New Testament Greek Manuscripts. Wheaton, Illinois: Tyndale House Publishers. с. 40—41. ISBN 978-0-8423-5265-9. (full text of the codex transcribed)
- Peter M. Head, "Observations on Early Papyri of the Synoptic Gospels, especially on the 'Scribal Habits'", Biblica, 1990, Volume 71, pp. 240–247.

## Зовнішні посилання
Факсиміле (великі файли, зображення з високою роздільною здатністю):
- 𝔓1 розворот
- 𝔓1 ректо
- Стенограми Нового Завіту
- Цифрове зображення P1 в CSNTM